# Kwale
För andra betydelser, se Kwale (olika betydelser).

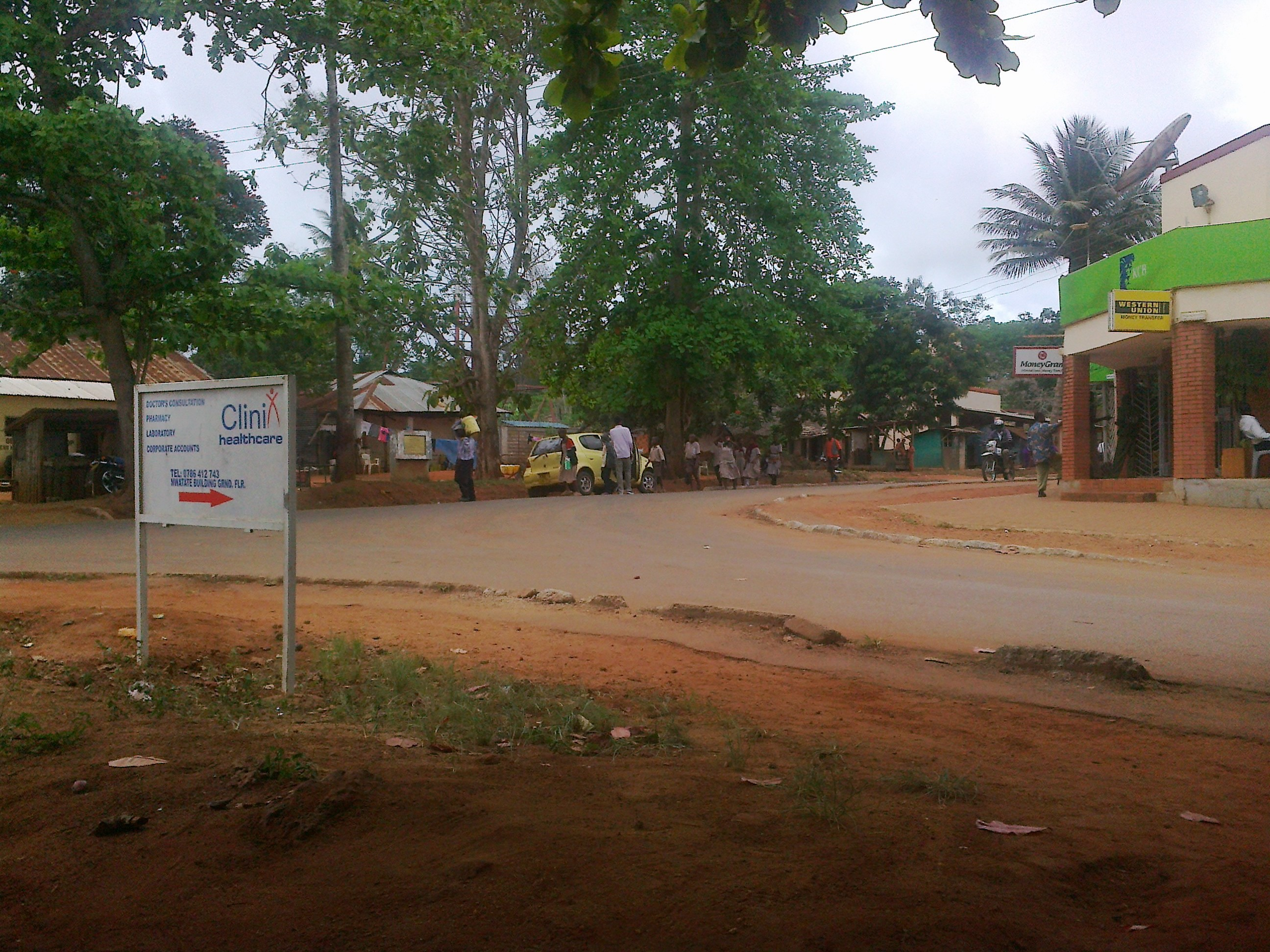
Kwale

Kwale är huvudort i distriktet Kwale i provinsen Kustprovinsen i Kenya. Centralorten hade 6 530 invånare vid folkräkningen 2009, med totalt 28 252 invånare inom hela stadsgränsen.